# فلیکس ساوون
فلیکس ساوون (به اسپانیایی: Félix Savón) ورزشکار مرد رشتهٔ مشت‌زنی اهل کشور کوبا است. وی در بین سال‌های ‎۱۹۹۲ تا ۲۰۰۰ میلادی در مسابقات بازی‌های المپیک تابستانی در مجموع ۳ مدال طلا را کسب کرد.